# Xã Saline, Michigan
Xã Saline (tiếng Anh: Saline Township) là một xã thuộc quận Washtenaw, tiểu bang Michigan, Hoa Kỳ. Năm 2010, dân số của xã này là 1.896 người.